# 李茂山
李茂山（1960年4月11日—），台灣男歌手、主持人，因早年在馬來西亞與新加坡走紅而有「星馬王子」之稱。現定居於馬來西亞、新加坡一帶。1991年，曾獲金曲獎最佳方言歌曲男演唱人。

## 經歷
1979年時，參加台北市西門町鳳凰大歌廳舉辦的歌唱比赛，得到第一名，從此踏入歌壇。
1984年，在新加坡表演時被瑞華唱片老闆陳瑞钿挖掘。
1985年5月，推出第一張專輯《你要相信我》，是在新加坡與馬來西亞製作的唱片。
1986年3月，第三張專輯中與林淑容合唱的《無言的结局》進一步打響在歌壇的名號，在星馬一帶累計創下23萬張卡帶的銷量，並紅回台灣。同年在光美唱片發行的台語歌曲《今夜又擱塊落雨》也是家喻戶曉。1990年7月，華視綜藝節目《連環泡》針對全台20家KTV調查，統整出國、台、粵語熱門點播歌曲的排行，《今夜又擱塊落雨》在台語歌曲當中排行第一。
1988年，主演《連環泡》為其量身訂做的短劇單元〈不平衡先生〉。
1991年，與戈偉如合作主持中視綜藝節目《來電五十》，與方芳芳合作主持台視綜藝節目《玫瑰之夜》。
1993年至1996年，先後與江蕙、葉璦菱、陽帆合作主持中視綜藝節目《歡樂一百點》。
1995年，與王瑞玲合作主持台視綜藝節目《強棒出擊》，與戈偉如合作主持華視綜藝節目《天天歡喜》。
1995年至1997年，與李之勤合作主持三立都會台相親節目《天生一對》。
但就在演藝事業巔峰之際，因喜歡賭博，把自己所賺的錢全部拿去賭博；但由於不擅長賭術，這些錢全部輸光了，甚至背負了大筆債務。為此，在1999年帶著妻兒便遠離台灣至今。
1999年馬來西亞南洋商報邀請了中文流行曲方面的專家，選出100位20世紀最具影響力的中文流行歌星，其中李茂山排行第38名。
2000年8月再次發行個人專輯《輕輕呼喚你》，特地飛往泰国普吉島拍攝MV。
2001年4月在馬来西亞主持《Astro新秀大赛》。
2003年發行個人專輯《最愛金曲 男人心女人情》。
2006年9月發行精選輯《歌壇20年 得來不易》。
2013年5月發行創作專輯《媽媽，感謝你》。

## 主持
| 年份       | 頻道       | 節目                  | 備註                                                             |
| ---------- | ---------- | --------------------- | ---------------------------------------------------------------- |
| 1991~1993  | 台視       | 《玫瑰之夜》          | 與方芳芳主持                                                     |
| 1993~1995  | 台視       | 《強棒出擊》          | 與王瑞玲主持                                                     |
| 1991~1996  | 中視       | 《來電五十》          | 與戈偉如主持                                                     |
| 1993~1996  | 中視       | 《歡樂一百點》        | 與江蕙主持（第二代） 與葉璦菱主持（第三代） 與陽帆主持（第四代） |
| 1995~1996  | 華視       | 《天天歡喜》          | 與戈偉如主持                                                     |
| 1997~1998  | 三立綜藝台 | 《冠軍點唱秀》        | 與陳盈潔、賀一航、孔鏘主持                                       |
| 1995~1997  | 三立都會台 | 《天生一對》          | 與李之勤、董至成主持                                             |
| 2001～2002 | Astro AEC  | 《Astro乐龄歌艺大赛》 |                                                                  |
| 2006~2007  | Ntv7       | 《週六吵什麼》        | 與李詩琪、沈月婷主持                                             |
| 2007~2008  | Ntv7       | 《開心就好》          | 與沈月婷主持                                                     |

## 專輯[25]
| 發行日期 | 專輯名稱                               | 唱片公司   | 專輯編號         | 曲目 | 備註                                                               |
| -------- | -------------------------------------- | ---------- | ---------------- | --- | ------------------------------------------------------------------ |
| 1985-05  | 盼你回頭 你要相信我                    | 瑞華唱片   | SWC 8062         | 曲目 1. 你要相信我 2. 再一次看著我 3. 最美麗的一刻 4. 為什麼 5. 錯誤的分手 6. 愛你 7. 苦酒難嚐 8. 我會記得你 9. 夢幻的愛情 10. 雨的低語 11. 給我 12. 盼你回頭 |                                                                    |
| 1985-07  | 給我 再一次看著我                      | 光美唱片   | KAA-653          | 曲目 1. 給我 2. 妳要相信我 3. 雨的低語 4. 最美麗的一刻 5. 我會記得妳 6. 愛妳 7. 再一次看著我 8. 盼妳回頭 9. 苦酒難嚐 10. 夢幻的愛情 11. 為什麼 12. 錯誤的分手 |                                                                    |
| 1985-10  | 善意的謊言                             | 瑞華唱片   | SWC 8090         | 曲目 1. 把愛留下 2. 不是我不了解 3. 航行 4. 妳是我的夢 5. 不如默默的走 6. 愛的故事 7. 不再流浪 8. 等待溫柔 9. 還是好朋友 10. 漫長的夜 11. 失去的 12. 善意的謊言 |                                                                    |
| 1986-03  | 無言的結局                             | 瑞華唱片   | SWC 8115         | 曲目 1. 無言的結局(vs林淑容) 2. 想起往事 3. 愛情的力量 4. 忘掉吧 5. 我怎麼哭了 6. 逃避的眼光 7. 女孩 : 妳是我的愛 8. 歌聲淚影 9. 別傷我心 10. 分手(vs林淑容) 11. 深深的愛 12. 我沒醉 |                                                                    |
| 1986-10  | 弦歌戀曲 第一輯                        | 瑞華唱片   | SWC 8145         | 曲目 1. 是誰搶走我的愛人 2. 浪子淚 3. 春雷 4. 一曲寄知音 5. 默默祝福你 6. 故鄉之歌 7. 真情 8. 明月千里寄相思 9. 遊子吟 10. 海邊 11. 那個人就是我 12. 尋夢園 |                                                                    |
| 1986     | 閩南語專輯1 今夜又擱塊落雨/保重再會啦  | 光美唱片   | KAA-678          | 曲目 1. 今夜又擱塊落雨 2. 保重再會啦 3. 我是辜不章 4. 小姐 ! 請妳乎我愛 5. 男性的目屎 6. 懷念的夢 7. 綿綿舊情相牽連 8. 哀愁的夜港邊 9. 飄浪的旅行 10. 握手期待 11. 互相鼓勵 12. 不願放妳走 |                                                                    |
| 1987-01  | 遲來的愛                               | 瑞華唱片   | SWC 8165         | 曲目 1. 遲來的愛（口白：胡艾屏） 2. 依然不忘記 3. 不會形容的愛 4. 心情 5. 夜晚的街頭 6. 昔日戀情 7. 夢寐以求 8. 再次讓我擁抱你 9. 聽到雨聲 10. 送走夕陽 11. 不能回到從前 12. 陽光下的傘 |                                                                    |
| 1987-03  | 國語專輯2 遲來的愛/依然不會忘記        | 光美唱片   | KAA-687          | 曲目 1. 遲來的愛（口白：胡艾屏） 2. 依然不會忘記 3. 不會形容的愛 4. 夜晚的街頭 5. 真情 6. 再次讓我擁抱妳 7. 陽光下的傘 8. 昔日戀情 9. 給我 10. 歌聲淚影 |                                                                    |
| 1987-07  | 生日快樂                               | 瑞華唱片   | SWC 8175         | 曲目 1. 生日快樂 2. 曾經愛過 3. 夢已醒 4. 紅裙女郎 5. 失去與擁有 6. 乾杯...再會 ! 7. 要是未曾相遇 8. 昨夜的妳 9. 一句話 10. 今夜的心情 |                                                                    |
| 1987-09  | 迎向未來                               | 瑞華唱片   | SWC 8213         | 曲目 1. 迎向未來(林淑容、李茂山合唱) 2. 依然擁有自己(林淑容) 3. 你遺忘，我記得(林淑容) 4. 一個人(李茂山) 5. 只願像陣風(林淑容) 6. 因為所以(李茂山) 7. 歲月裡只有回憶(李茂山) 8. 雨夜的故事(林淑容) |                                                                    |
| 1987     | 弦歌戀曲 第二輯                        | 瑞華唱片   | SWC 8215         | 曲目 1. 一年又一年 2. 昨夜夢醒時 3. 三年 4. 男人的眼淚 5. 寒雨曲 6. 多少柔情多少淚 7. 生命如花籃 8. 相見不如懷念 9. 夜空 10. 藍與黑 |                                                                    |
| 1988     | 閩南語專輯2 我的心情                   | 光美唱片   | KAA-698          | 曲目 1. 我的心情 2. 懷念的探戈 3. 飲乎茫茫醉落地 4. 愛的禮物 5. 落魄的出外人 6. 懷念的探戈(演奏曲) 7. 有力的關懷 8. 有骨氣的男性 9. 愛著坦白講 10. 忍心做你去 11. 有情有義不免美 12. 有力的關懷(卡拉) |                                                                    |
| 1988     | 福建歌輯1                              | 瑞華唱片   | SWC 8235         | 曲目 1. 有情有義不免美 2. 不願放妳走 3. 愛著坦白講 4. 男性的目屎 5. 有骨氣的男性 6. 飄浪的旅行 7. 愛的禮物 8. 懷念的探戈 9. 我是辜不章 10. 握手期待 11. 保重再會啦 12. 我的心情 |                                                                    |
| 1988-06  | 說什麼都是多餘                         | 瑞華唱片   | SWC 8255         | 曲目 1. 說什麼都是多餘 2. 因為擁有妳的愛 3. 妳真的還要說謊嗎 ? 4. 冷雨過街 5. 不再是從前的我 6. 今夜我想喝醉 7. 我真的在意 8. 早已註定 9. 怎樣的愛情 10. 想想我們這段情 |                                                                    |
| 1988-07  | 國語老歌精選(一)                       | 光美唱片   | KAA-706          | 曲目 1. 一年又一年 2. 寒雨曲 3. 春雷 4. 浪子淚 5. 一曲寄知音 6. 三年 7. 是誰搶走我的愛人 8. 男人的眼淚 9. 多少柔情多少淚 10. 明月千里寄相思 11. 昨夜夢醒時 12. 藍與黑 |                                                                    |
| 1988-10  | 弦歌戀曲 第三輯 燙心濃情集             | 瑞華唱片   | SWC 8265         | 曲目 1. 回頭我也不要你 2. 夢難忘 3. 綠島小夜曲(友誼之光) 4. 教我認識妳 5. 含淚的分手 6. 風雨戀 7. 告訴妳愛的時候 8. 夢在妳懷中 9. 月光小夜曲 10. 幾時再回頭 11. 我需要安慰 12. 為什麼離開我 |                                                                    |
| 1988-11  | 國語老歌精選(二)                       | 光美唱片   | KAA-707          | 曲目 1. 告訴你愛的時候 2. 夢難忘 3. 含淚的分手 4. 幾時再回頭 5. 回頭我也不要你 6. 默默祝福你 7. 教我認識你 8. 我需要安慰 9. 綠島小夜曲 10. 尋夢園 11. 相見不如懷念 12. 夜空 |                                                                    |
| 1988     | 閩南語專輯3 惜別的夜晚/我也甘願        | 光美唱片   | KAA-708          | 曲目 1. 惜別的暗暝(林美音對唱) 2. 我也甘願 3. 不通越頭看過去 4. 愛你又恨你 5. 天公疼好人 6. 希望你回心轉意 7. 只有孤單陪伴我 8. 過暝的咖啡 9. 悲戀的酒杯 10. 我那會擱再來到這個所在 11. 傷心的歌 12. 離開你我真後悔                                                                                                  |                                                                    |
| 1989-01  | 賀新年迎財神                           | 瑞華唱片   | SWC 8288         | 曲目 1. 賀新年迎財神 2. 五路財神跟著你 3. 歡歡喜喜過好年/春花齊放/新年頌 4. 迎春接福 5. 財神到我家 6. 萬事都吉祥 7. 新年歌兒大家唱/新春好預兆/恭喜發財發大財 8. 今年要比去年好 9. 打鑼打鼓/大家恭喜/萬事如意 10. 祝你今年好運氣                                                                                      | 台版1992年由光美唱片發行，專輯編號KMCD-153/KAC-153                 |
| 1989     | 福建專輯2                              | 瑞華唱片   | SWC 8295         | 曲目 1. 惜別的晚暝(林美音對唱) 2. 我也甘願 3. 過暝的咖啡 4. 不通越頭看過去 5. 希望你回心轉意 6. 天公疼好人 7. 只有孤單陪伴我 8. 愛你又恨你 9. 悲戀的酒杯 10. 我那會擱再來到這個所在 11. 傷心的歌 12. 離開你我真後悔                                                                                                  |                                                                    |
| 1989-05  | 我的眼睛在下雨                         | 瑞華唱片   | SWC 8315         | 曲目 1. 我的眼睛在下雨 2. 我願再錯 3. 過去 現在 未來 4. 今生無緣 5. 愛的表白 6. 留給我 留給你 7. 最深的傷口 8. 難忘的記憶(vs林美音) 9. 是不是就這樣 ? 10. 我真的真的愛妳 |                                                                    |
| 1989-06  | 國語專輯3 我的眼睛在下雨/曾經為你      | 光美唱片   | KAA-715          | 曲目 1. 我的眼睛在下雨 2. 留給我、留給你 3. 過去、現在、未來 4. 紅裙女郎 5. 我真的真的愛你 6. 曾經為你(電影"英雄無膽"主題曲) 7. 生日快樂 8. 夢已醒 9. 今生無緣 10. 是不是就這樣 |                                                                    |
| 1989-10  | 弦歌戀曲 第四輯 眷戀柔情集             | 瑞華唱片   | SWC 8355         | 曲目 1. 愛的苦酒 2. 良夜不能留 3. 我倆在一起 4. 藍色的夢 5. 離情 6. 不如歸去 7. 難忘的初戀情人 8. 我家在那裡 9. 愛你一萬年 10. 星夜的離別 11. 街燈下 12. 相思未了情 |                                                                    |
| 1989     | 國語老歌專輯3 良夜不能留/相思未了情    | 光美唱片   | KAA-718          | 曲目 1. 良夜不能留 2. 星夜的離別 3. 愛你一萬年 4. 我家在那裡 5. 只要為你活一天 6. 難忘的初戀情人 7. 街燈下 8. 不如歸去 9. 藍色的夢 10. 我倆在一起 11. 相思未了情 12. 離情 |                                                                    |
| 1990     | 聰明的女人 最後的選擇                  | 瑞華唱片   | SWC 8415         | 曲目 1. 最後的選擇 2. 聰明的女人 3. 痴痴等候 4. 因為妳不能夠 5. 搞不懂妳 6. 妳是我永遠的朋友 7. 不再想妳 8. 只能這樣 9. 我以為你不會流淚 10. 沒有結束的遊戲 | 台版由飛翔唱片發行（CD片上註明星河唱片製作），專輯編號FLCD-7981    |
| 1990     | 弦歌戀曲 第五輯                        | 瑞華唱片   | SWC 8445         | 曲目 1. 心聲淚痕 2. 唱首情歌給誰聽 3. 誰來愛我 4. 何日再吻君 5. 到底愛我不愛 6. 惜別 7. 誰能禁止我的愛 8. 明日天涯 9. 情人再見 10. 萍水相逢的人 11. 明日之歌 12. 妳可知道我愛誰 | 台版由飛翔唱片發行，專輯名《陳年金曲 百年老歌》，專輯編號FLCD-7982 |
| 1990     | 最受歡迎電影‧電視劇主題曲              | 瑞華唱片   | SWC 8455         | 曲目 1. 庭院深深 2. 煙雨濛濛 3. 一縷相思情 4. 星星知我心 5. 煙雨斜陽 6. 海角天涯 7. 愛在夕陽下 8. 秋水長天 9. 飄香夢 10. 昨夜星辰 11. 最後一夜 12. 梨花淚 | 台版由飛翔唱片發行，專輯名《影視劇主題曲》，專輯編號FLCD-7983      |
| 1991-04  | 國語老歌精選4 無言的結局/我怎麼哭了    | 光美唱片   | KAA-722          | 曲目 1. 無言的結局(與林淑容對唱) 2. 分手(與林淑容對唱) 3. 我怎麼哭了 4. 你要相信我 5. 愛情的力量 6. 歲月裡只有回憶 7. 女孩！妳是我的愛 8. 盼妳回頭 9. 別傷我心 10. 妳真的還要說謊嗎？ 11. 想起往事 12. 我沒醉 |                                                                    |
| 1991-04  | 國語老歌精選(五) 心情/夢寐以求         | 光美唱片   | KAA-723          | 曲目 1. 心情 2. 夢寐以求 3. 今夜我想喝醉 4. 不是我不了解 5. 昨夜的你 6. 歌聲淚影 7. 說什麼都是多餘 8. 因為擁有妳的愛 9. 今夜的心情 10. 深深的愛 11. 不能回到從前 12. 送走夕陽 |                                                                    |
| 1991-04  | 國語老歌精選(六) 月光小夜曲/生命如花籃 | 光美唱片   | KAA-724          | 曲目 1. 月光小夜曲 2. 生命如花籃 3. 海鷗飛處 4. 海邊 5. 故鄉之歌 6. 遊子吟 7. 紫丁香(與陳秀貞對唱) 8. 那個人就是我 9. 愛的苦酒 10. 風雨戀 11. 為什麼離開我 12. 夢在妳懷中 |                                                                    |
| 1991-06  | 鄉情之旅(1) 碎心戀                     | 新格唱片   | HP-036 TA-016    | 曲目 1. 碎心戀 2. 秋風夜雨 3. 為什麼 4. 孤戀花 5. 桃花鄉 6. 愛著愛到死 7. 飲者之歌 8. 港邊惜別 9. 五月花 10. 天黑黑 11. 我有一句話 12. 漂浪之女 | 茂山音樂工作室製作，星馬版由瑞華唱片發行                           |
| 1991-12  | 鄉情之旅(2) 針線情                     | 新格唱片   | HP-037 TA-018    | 曲目 1. 望你早歸 2. 針線情 3. 月夜愁 4. 苦戀歌 5. 最後的談判 6. 春宵吟 7. 河邊春夢 8. 港都夜雨 9. 丟丟銅仔 10. 黑玫瑰 11. 深情難捨 12. 舞女傷心淚 | 茂山音樂工作室製作，星馬版由瑞華唱片發行                           |
| 1992     | 來迎幸福年                             | 瑞華唱片   | SWC 32823        | 曲目 1. 來迎幸福年 2. 事事稱心如意 3. 發財如意吉利年 4. 新年帶來新希望 5. 春回大地樂無邊 6. 唱出一個好春天 7. 慶新年 8. 財神的照料 9. 新年新氣象 10. 太平年 11. 今年一定賺大錢 12. 祥龍瑞獅慶新年 |                                                                    |
| 1992-12  | 新舊情懷                               | 新格唱片   | HP-046 TA-020    | 曲目 1. 莎喲娜拉 再會啦 2. 愛情嘸是人生的一切 3. 決心要離開 4. 我愛美姑娘 5. 等我 6. 春花望露 7. 碎心花 8. 望春風 9. 西北雨直直落 10. 秋怨 | 茂山音樂工作室製作，星馬版由瑞華唱片發行，專輯名《福建新舊情懷》   |
| 1994-01  | 今夜又擱為你醉                         | 上華唱片   | WCD-2064 WS-2064 | 曲目 1. 今夜又擱為你醉 2. 永遠疼惜你 3. 相招來去KTV 4. 你是我的生命 5. 希望你同心 6. 車站 7. 你是我最後的希望 8. 無情的夜生活 9. 愛你無後悔 10. 海海人生 | 茂山音樂工作室製作，星馬版由瑞華唱片發行                           |
| 1995-10  | 心愛的總有一天你會了解                 | 上華唱片   | WCD-2110         | 曲目 1. 心愛的總有一天你會了解 2. 茶噢 3. 情那要斷就乎離 4. 有我的日子 5. 感情雨祙停 6. 雙人情路孤單行 7. 是欲怎樣才好 8. 透心肝 9. 放開阮的手 10. 天長地久攏是假 | 茂山音樂工作室製作                                                 |
| 1998-09  | 再起東山                               | 金瓜石唱片 | GS9808C GS9808T  | 曲目 1. 再起東山 2. 愛情流浪兵 3. 老情歌 4. 為你剖心肝 5. 往事再會 6. 人生數十年 7. 愛恨無了時 8. 拜託借過一下 9. 無你是欲擱按怎 10. 甘願為你等 | 星馬版由瑞華唱片發行                                               |
| 2000-08  | 輕輕呼喚你                             | 瑞華唱片   | SWCD 28198       | 曲目 1. 輕輕呼喚你 2. 難道這是在夢裡 3. 奈何 4. 脫下指環之後 5. 不如早點分離 6. 意難忘 7. 我有一段情 8. 月亮代表我的心 9. 重相逢 10. 愛情的代價 11. 我心深處 12. 南屏晚鐘 |                                                                    |
| 2003     | 最愛金曲 男人心女人情                  | 瑞華唱片   | SWCD 28207       | 曲目 1. 我願意 2. 我不在乎 3. 恰似你的溫柔 4. 夢醒時分 5. 掌聲響起 6. 往事只能回味 7. 是否 8. 愛上一個不回家的人 9. 再見我的愛人 10. 哭砂 |                                                                    |
| 2006-09  | 歌壇20年 得來不易                      | 瑞華唱片   | SWCD 28216       | 曲目 1. 得來不易（新歌） 2. 幸福的風箏（新歌）（李茂山/洪晶晶合唱） 3. 我的眼睛在下雨 4. 遲來的愛 5. 無言的結局（李茂山/林淑容合唱） 6. 再一次看著我 7. 陽光下的傘 8. 夢寐以求 9. 善意的謊言 10. 你真的還要說謊嗎 11. 深深的愛 12. 曾經愛過 13. 最後的選擇 14. 生日快樂                                              |                                                                    |
| 2013     | 媽媽感謝你                             | 瑞華唱片   | SWCD-27485       | 曲目 CD 1. 媽媽感謝你 2. 捨得捨得 3. 幸福的風箏 (李茂山、洪晶晶合唱) 4. 媽媽阿母啊 (閩南語) 5. 得來不易 DVD 1. 媽媽感謝你 MV 2. 捨得捨得 MV 3. 幸福的風箏 MV 4. 媽媽阿母啊 (閩南語) MV 5. 得來不易 MV 6. 媽媽感謝你 卡拉OK 7. 捨得捨得 卡拉OK 8. 幸福的風箏 卡拉OK 9. 媽媽阿母啊 (閩南語) 卡拉OK 10. 得來不易 卡拉OK | 山哥工作室製作                                                     |

## 其他歌曲
- 世紀情（與林淑容對唱）[38]（收錄於林淑容《世紀情》專輯/瑞華唱片/1988年/專輯編號SWC 8217）
- 錯愛（與林淑容對唱）[38]（收錄於林淑容《世紀情》專輯/瑞華唱片/1988年/專輯編號SWC 8217）
- 難忘一段情（與林淑容對唱）（收錄於林淑容《戀歌心曲五 綺魅翩翩集》專輯/瑞華唱片/1988年/專輯編號SWC 8267）
- 從頭愛起（與林淑容對唱）[39]
- 迎接財神吉星照（與林淑容、羅時豐、麥瑋婷、樓湘靈合唱）
- 恭喜多福多吉利（與林淑容、羅時豐、麥瑋婷、樓湘靈合唱）
- 新年到-恭喜發財-嘻嘻哈哈過新年-大拜年-向歌友們拜年-迎接幸福年（與林淑容、羅時豐、千百惠合唱）（收錄於《瑞兔迎春頌華年》合輯/瑞華唱片/1987年/專輯編號SWC 8888）
- 祥言吉語（收錄於《瑞兔迎春頌華年》合輯/瑞華唱片/1987年/專輯編號SWC 8888）
- 歡樂年年到永遠
- 大紅包
- 幾度花落時
- 我傷心是因為你不傷心（收錄於《16巨星新曲耀樂壇'89》合輯/風格唱片/1989年5月/專輯編號F9808）[40][41]
- 愛你無條件（收錄於《台語獨家 '97台語年度票房總冠軍前15》合輯/金瓜石唱片/1998年1月/專輯編號GS9801C）
- 你害我心疼（收錄於《台語獨家三合一 三王一后 全天驚喜版》合輯/金瓜石唱片/1998年11月/專輯編號GS9814C-3）
- 八月十五（福州話）[42]
- 一定要堅持（2008年汶川大地震賑災歌曲）[43]

## 廣告[44]
- 1991年：味丹企業「綠友烏龍茶」、「綠友杏仁茶」
- 1992年：台灣日光燈總代理三星電子「三星卡拉OK一錄唱」

## 演唱會
| 演唱會主題名稱                  | 日期                           | 國家／地區 | 地點                                 | 嘉賓和合作藝人 | 附註             |
| ------------------------------- | ------------------------------ | ---------- | ------------------------------------ | -------------- | ---------------- |
| 李茂山‧林淑容雲頂演唱會         | 2007年12月29日                 | 马来西亚   | 雲頂雲星劇場                         | 林淑容         |                  |
| 李茂山‧林淑容新加坡演唱會       | 2008年6月17日                  | 新加坡     | 新加坡博覽中心 The MAX Pavilion      | 林淑容         |                  |
| 李茂山開心迎新慶團圓晚宴        | 2009年1月25日                  | 马来西亚   | 雲頂國際會議中心宴會廳               |                |                  |
| 雲頂發財之夜演唱會              | 2013年4月16日                  | 马来西亚   | 雲頂雲星劇場                         | 林淑容         |                  |
| 林淑容‧李茂山金曲滿天星演唱會   | 2013年7月13日                  | 新加坡     | 聖淘沙名勝世界會議中心羅盤宴會廳     | 林淑容         |                  |
| 李茂山‧李翊君十分完美雲頂演唱會 | 2016年10月10日～2016年10月11日 | 马来西亚   | 雲頂雲星劇場                         | 李翊君         |                  |
| 感恩得來不易演唱會              | 2017年6月17日                  | 新加坡     | 聖淘沙名勝世界會議中心名勝世界宴會廳 | 李翊君         | 第一場個人演唱會 |
| 感恩得來不易演唱會              | 2017年10月16日～2017年10月17日 | 马来西亚   | 雲頂雲星劇場                         |                |                  |
| 媽媽感謝您演唱會                | 2018年5月12日                  | 新加坡     | 聖淘沙名勝世界會議中心名勝世界宴會廳 | 尤雅           |                  |
| 2018雲頂演唱會                  | 2018年10月21日                 | 马来西亚   | 雲頂雲星劇場                         |                |                  |
| 山哥傳奇演唱會                  | 2019年6月18日～2019年6月19日   | 马来西亚   | 雲頂雲星劇場                         |                |                  |

## 獎項

### 金曲獎
| 年份   | 獲提名                                          | 獎項                              | 結果 |
| ------ | ----------------------------------------------- | --------------------------------- | ---- |
| 1991年 | 《鄉情之旅(1)碎心戀》／新格文化事業股份有限公司 | 第3屆金曲獎最佳方言歌曲男演唱人獎 | 獲獎 |
| 1992年 | 《鄉情之旅(2)針線情》／新格文化事業股份有限公司 | 第4屆金曲獎最佳方言歌曲男演唱人獎 | 入圍 |
| 1994年 | 《今夜又擱為你醉》／上華國際企業股份有限公司    | 第6屆金曲獎最佳方言歌曲男演唱人獎 | 入圍 |
| 1996年 | 《茶噢》／上華國際企業股份有限公司              | 第7屆金曲獎最佳方言歌曲男演唱人獎 | 入圍 |

### 電視金鐘獎
| 年份   | 獲提名                                   | 獎項                         | 結果 |
| ------ | ---------------------------------------- | ---------------------------- | ---- |
| 1993年 | 《玫瑰之夜》／台灣電視公司(與方芳芳主持) | 第28屆金鐘獎綜藝節目主持人獎 | 獲獎 |

## 外部連結
- 李茂山在互联网电影资料库（IMDb）上的資料（英文）